# Telopea speciosissima
Telopea speciosissima, thường được gọi là New South Wales Waratah hoặc chỉ đơn giản là Waratah, là một loài cây bụi lớn trong họ thực vật Proteaceae. Nó là loài đặc hữu của New South Wales ở Úc và là hoa biểu tượng của bang này. Không có phân loài được ghi nhận, nhưng loài liên quan chặt chẽ Telopea aspera chỉ gần đây mới được phân loại là một loài riêng biệt.
T. speciosissima là một loại cây bụi có chiều cao từ 3 đến 4 m (10–13 ft) và rộng 2 m (7 ft), với các lá màu xanh đậm. Nhiều thân của nó mọc lên từ một gốc gỗ rõ rệt được biết đến như một lignotuber. Loài này là nổi bật nhất với chùm hoa nở vào mùa xuân lớn nổi bật màu đỏ, mỗi bao gồm hàng trăm hoa riêng lẻ. Nó là thức ăn của các loài côn trùng Cercartetus nanus, chim chẳng hạn như chim ăn mật (Meliphagidae), và các côn trùng khác nhau.
Là biểu tượng hoa cho tiểu bang New South Wales, Telopea speciosissima có đặc trưng nổi bật trong nghệ thuật, kiến trúc và quảng cáo, đặc biệt là kể từ khi Úc liên bang. Được trồng thương mại ở một số nước, nó cũng trồng trong vườn nhà, đòi hỏi phải thoát nước tốt nhưng độ ẩm đầy đủ, nhưng dễ bị tổn thương đến các bệnh nấm và sâu bệnh khác nhau. Một số giống với sắc thái khác nhau của hoa màu đỏ, hồng và thậm chí cả màu trắng có sẵn. 

## Hình ảnh

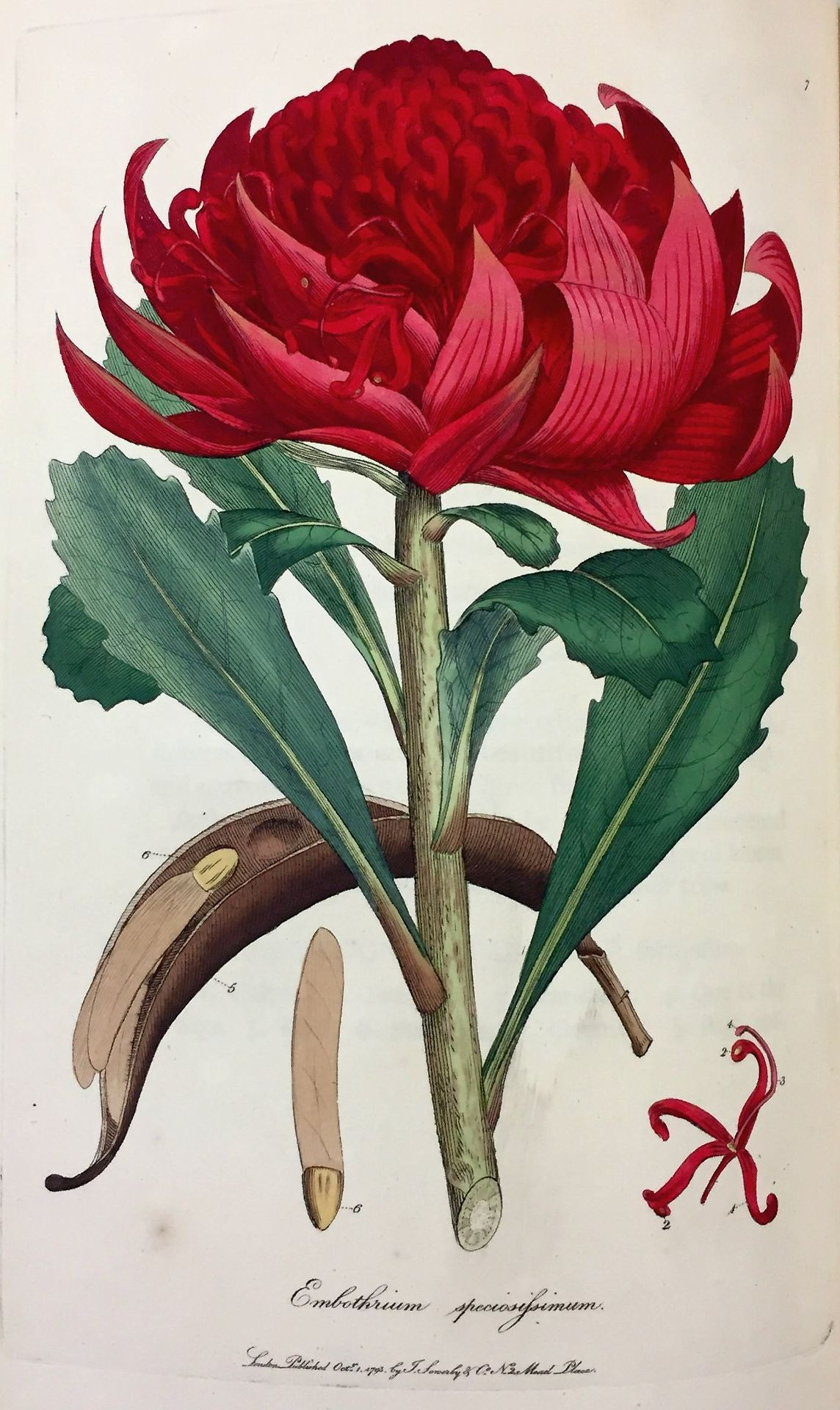
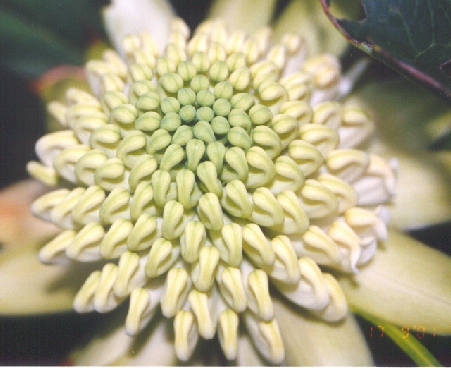
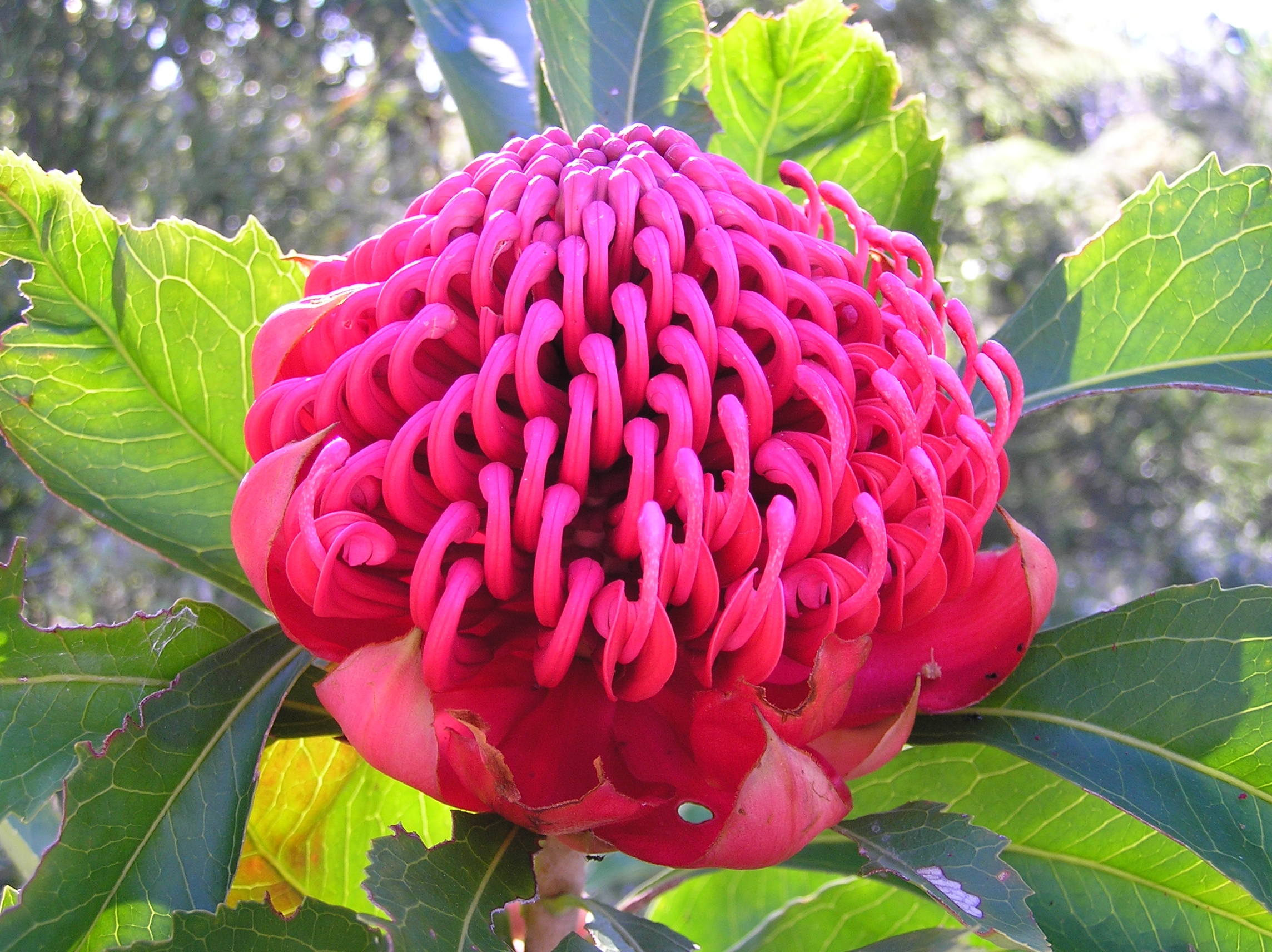
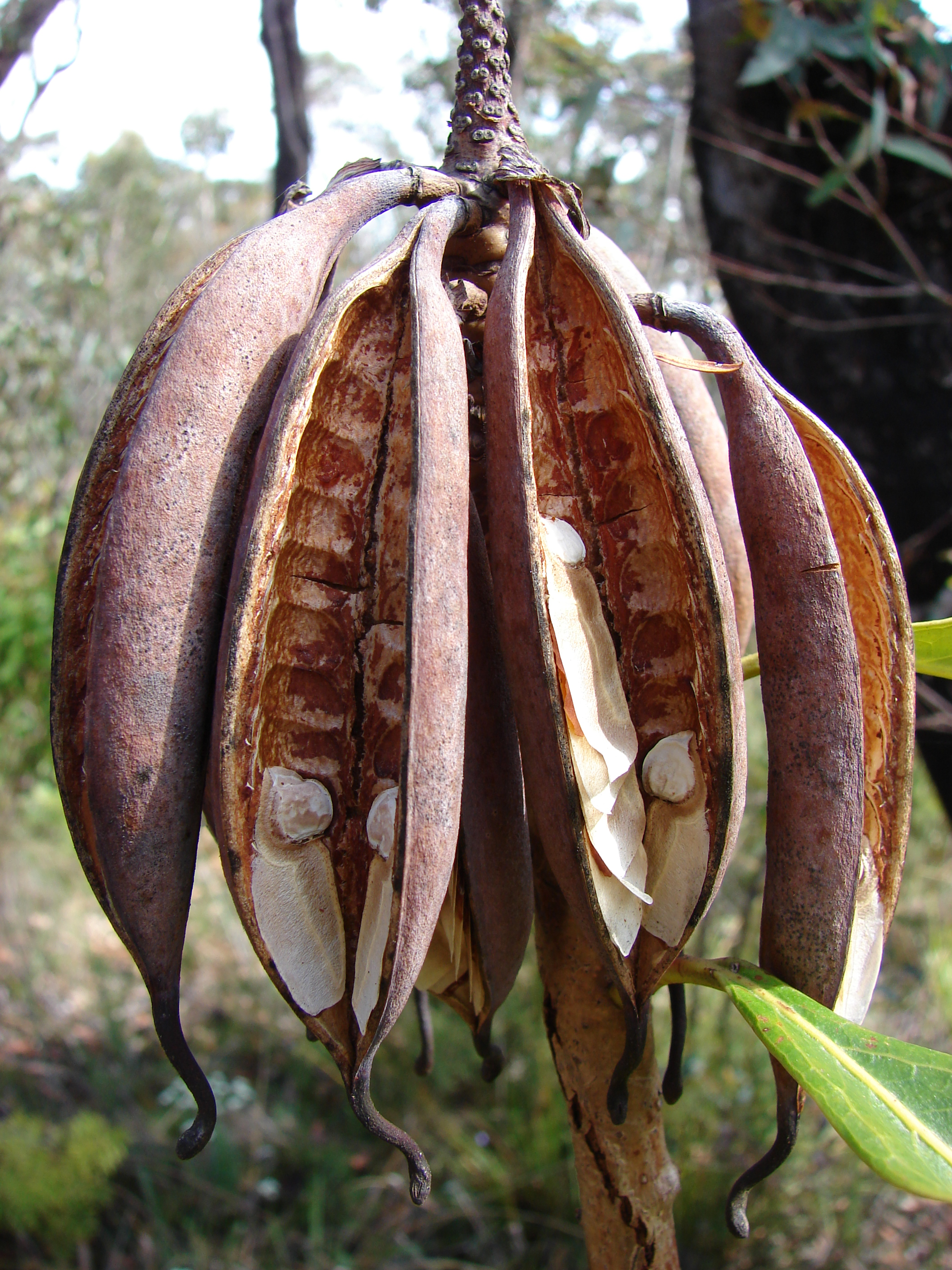